# میدان شهید باهنر
میدان شهید باهنر یا میدان نیاوران از میدان‌های شمال تهران است. خیابان های شهید پورابتهاج، پاسداران و شهید باهنر به ترتیب در جهت عقربه های ساعت به این میدان متصل هستند. بوستان نیاوران و کاخ موزه نیاوران در ضلع شرقی، محله کامرانیه در ضلع جنوبی و محله نیاوران در ضلع شمالی این میدان قرار دارد.